# AWE (XGのアルバム)
『AWE』（アウー）は7人組ガールズグループ・XGの2枚目となるミニアルバム。2024年11月8日にXGALXからリリースされた。

## 概要
アルバム名の『AWE』は英語で「畏敬」や「畏怖」を意味し、読み方は「アウー」。ファンの名前であるALPHAZが意味する「オオカミ」の遠吠えと発音が類似していることも由来の一つである。
R&Bやダンス・チューンなどのジャンルが組み込まれた8曲で構成され、前作がXGが持つ世界観の共有についてのアルバムであれば、今作はその世界観の進化について重点を置いている。

## 背景と制作
アルバムのコンセプトは「畏敬」であり、この作品で新しいものを恐怖と好奇心を交えて受け入れる心理的なプロセスである「畏敬」を与え、更に日常の中でXGの音楽と共にする特別な経験を提供するといった意図を持っている。
全編英語詞でかつ、様々な作曲家を一定期間特定の場所に招集させ、楽曲を制作するソングキャンプ方式によって仕上げられるのがXGの楽曲スタイルであるが、今回も7曲目の『WOKE UP REMIXX』を除いてこのスタイルが採用された。
前作の「NEW DNA」ではXGの構築している世界観を世界に共有することが目的で、今作の「AWE」では更に深く掘り下げ、XGの世界観がどのように進化しているのかを新たな角度から見つめることに重点を置いている。
R&Bとアップビートなダンス・チューン、特徴的なヒップホップやポップ・スタイルをミックスした8曲で構成されており、レコーディングは前年から2024年にかけて行われた。前作の「NEW DNA」とは異なり、本作の制作過程はMV撮影が月に2本行われたり、振り付けが撮影の二日前に完成するなどといった短期間での準備が求められる場面もあった。またメディア露出やツアーやライブの出演などが重なったこともあり、よりタイトなスケジュールが組まれていた。
尚、今作では4月にリリースされたFPSゲーム「VALORANT」とのコラボ曲『UNDEFEATED』と、5月にリリースされた『WOKE UP』のオリジナルバージョンは未収録となっている。

## 収録曲
| #         | タイトル                  | 作詞                                                                                           | 作曲 | 編曲                                                                                   | 時間  |
| --------- | ------------------------- | ---------------------------------------------------------------------------------------------- | --- | -------------------------------------------------------------------------------------- | ----- |
| 1.        | 「HOWL」                  |                                                                                                | JAKOPS / Tayor | JAKOPS / Tayor                                                                         | 1:19  |
| 2.        | 「HOWLING」               | Chancellor / JAKOPS / Knave / JAEYOUNG / LYRICKS                                               | Chancellor / JAKOPS / Knave / JAEYOUNG / LYRICKS | Chancellor / JAKOPS                                                                    | 3:08  |
| 3.        | 「SPACE MEETING Skit」    |                                                                                                | JAKOPS / Tayor | JAKOPS / Tayor                                                                         | 0:51  |
| 4.        | 「IYKYK」                 | Chancellor / JAKOPS / Knave / Paulina “PAU” Cerrilla / Nick Kandler                            | Chancellor / JAKOPS / Tayor / Knave / Paulina “PAU” Cerrilla / Nick Kandler / Xansei                                                                 | Chancellor / JAKOPS / Tayor / Xansei                                                   | 3:00  |
| 5.        | 「SOMETHING AIN’T RIGHT」 | JAKOPS / Chancellor / Benjmn / Feli Ferraro / Akil “worldwidefresh” King                       | JAKOPS / Chancellor / Tayor / Benjmn / Feli Ferraro / Akil “worldwidefresh” King / Johnny Goldstein                                                  | JAKOPS / Chancellor / Tayor / Benjmn / Johnny Goldstein                                | 3:11  |
| 6.        | 「IN THE RAIN」           | Chancellor / JAKOPS / Paulina “PAU” Cerrilla / Knave / Shintaro Yasuda / her0ism / Mason Sacks | JAKOPS / Chancellor / Shintaro Yasuda / Paulina “PAU” Cerrilla / Knave / her0ism / Mason Sacks                                                       | JAKOPS / Chancellor / Shintaro Yasuda / her0ism / Mason Sacks                          | 3:08  |
| 7.        | 「WOKE UP REMIXX」        | Jay Park / OZworld / AKLO / Paloalto / VERBAL / Awich / TAK36 / Dok2                           | JAKOPS / Chancellor / Shintaro Yasuda | JAKOPS / Chancellor / Shintaro Yasuda / Tayor                                          | 6:19  |
| 8.        | 「IS THIS LOVE」          | JAKOPS / Bianca 'Blush' Atterberry / Chancellor / Knave / Mychole “Starr” Anderson             | JAKOPS / Bluebird, Scootie / Bianca 'Blush' Atterberry / Chancellor / Tayor / Knave / Bastian “B” Testori / tild tomorrow / Mychole “Starr” Anderson | JAKOPS / Bluebird / Scootie / Chancellor / Tayor / Bastian “B” Testori / tild tomorrow | 2:35  |
| 合計時間: | 合計時間:                 | 合計時間:                                                                                      | 合計時間: | 合計時間:                                                                              | 23:31 |

### アナログ盤収録曲
| #         | タイトル               | 作詞 | 作曲・編曲 | 時間 |
| --------- | ---------------------- | ---- | ---------- | ---- |
| 1.        | 「HOWL」               |      |            | 1:19 |
| 2.        | 「HOWLING」            |      |            | 3:08 |
| 3.        | 「SPACE MEETING Skit」 |      |            | 0:51 |
| 4.        | 「IYKYK」              |      |            | 3:00 |
| 合計時間: | 合計時間:              | 8:18 |            |      |

| #         | タイトル                  | 作詞  | 作曲・編曲 | 時間 |
| --------- | ------------------------- | ----- | ---------- | ---- |
| 5.        | 「SOMETHING AIN’T RIGHT」 |       |            | 3:11 |
| 6.        | 「IN THE RAIN」           |       |            | 3:08 |
| 7.        | 「WOKE UP REMIXX」        |       |            | 6:19 |
| 8.        | 「IS THIS LOVE」          |       |            | 2:35 |
| 合計時間: | 合計時間:                 | 15:13 |            |      |

## 音楽性
リード曲である「HOWLING」は、アップライトベースと強烈なシンセが融合したサウンドが特徴の楽曲である。楽曲の中には遠吠えが入っており、メンバーのMAYAは本楽曲とALPHAZとの関係について以下のように語っている。

ALPHAZはオオカミの群れのリーダーなので、一緒に吠えるということは、ファンの皆さんと一つになるということです。それは、私たちファンの皆さんとALPHAZ、そしてXGがいつも繋がっていることの表れで、今回のアルバムでもそういうことを曲を通して伝えたかったんです。このアルバムをリリースして、メインタイトルを「HOWLING」にすることで、ALPHAZの皆さんにも、最初から最後まで一緒に吠える本当の意味をもっと感じてもらえたらいいなと思っています。
先行公開された「IYKYK」は2001年にリリースされたm-floの「prism」がサンプリングされている。タイトルの「IYKYK」はわかる人にはわかるという意味の「If you know, you know」の頭文字をとったアメリカの若者言葉で、XGの楽曲としては珍しく、楽曲を作るより前にタイトルがつけられた。プロデューサーであるJakopsがm-floからインスピレーションを受けていたことからサンプリングを依頼。本来のサウンドに2stepリズムが加わった楽曲に仕上がっており、m-floの☆Taku Takahashiは本楽曲について「本当に必要な最小限の音だけで作ってるし、余計な要素を入れずに素材を生かしながら、そこに新しいメロディーや空気を入れている。さらにラップ部分でも、元ネタをちょこっと入れてくれており、このバランス感覚がお見事」と語っている。
「SOMETHING AIN'T RIGHT」は「老若男女問わず誰もが踊りたくなる音楽」というテーマを軸に、90年代を連想させるアップテンポなトラックが印象的な、ガレージをベースにした楽曲である。
IN THE RAINは、別れに直面した感情を雨音に重ねて描いたR&Bナンバー。ライブ等のパフォーマンスは楽曲名や歌詞にちなみ、傘を使用したパフォーマンスが特徴である。R&BナンバーはXGの楽曲としては初で、ポップスの楽曲とは異なり感情表現や雰囲気に気を遣ってレコーディングが行なわれた。尚本楽曲はリミックスを加えたリカットシングルとして翌年4月11日に配信リリースされた。
WOKE UP REMIXXはプロデューサーであるJakposが企画したリミックスで、フューチャリングには元2PMのリーダーであるJay Park、沖縄をルーツとしたラッパーのOZworldとAwich、自身がYouTubeで見つけたラッパーのAKLO、Jakopsの師匠と同級生のPaloalto、自身がファンであるVERBAL、Baechigiの元メンバーのTak、韓国のヒップホップシーンを牽引するDok2の合計8人が参加した。Jakopsは今回のリミックスについて、「記念すべき初のオールラップ曲だったので、ヒップホップカルチャーの中でその魅力を増幅させていく必要があると考えました。自分は日韓にルーツがあるし、日本と韓国にはしっかりとしたヒップホップシーンがあります。誰に『WOKE UP』のリミックスをやってもらいたいか想像していくと、あのメンバーになりました」と語っている。
IS THIS LOVEはJakopsがデビューの3年前である2019年に製作された楽曲で、愛という未知の領域の中で自然に導かれる没入感を表現している。メンバーのCHISAはこの楽曲について「普段はあまり愛について歌わないので、XGの視点や解釈で見るとかなり新鮮に聴こえると思います」と語っている。本楽曲はリリース後、資生堂のサンケアブランド「アネッサ」のキャンペーンソングに採用され、翌年3月7日にピアノバージョンを加えたリカットシングルとして配信リリースされた。

## プロモーション
2024年7月8日、2ndミニアルバムをリリースすることを発表。翌日には自身初のワールドツアー「The first HOWL」がソウル公演を皮切りに始まる前に「SOMETHING AIN’T RIGHT」をリリースすることが発表された。本楽曲は当アルバムの先行公開曲第一弾として公開され、7月26日にリリースされてからYouTubeでは1週間経たずに500万回以上再生され、 iTunes Song Chartでは、日本を含む18の国と地域で100位以内にランクインされた。
9月20日には、5月にリリースされたシングル『WOKE UP』のリミックス音源をリリース。リミックスにはVERBALやJay Parkなどの日韓の有名ラッパーら8名が参加。音源自体はXGワールドツアーのJakopsによるDJパートのコーナーにて先行公開された。また同時期に2ndミニアルバムのタイトルも公開される。
10月11日、先行公開曲「IYKYK」をリリース。m-floの「prism」がサンプリングされた当楽曲は、リリースされてからSpotifyで32ヶ国の「New Music Friday」にランクインし、アメリカのiTunesトップソングチャートへの進出、オリコンでは3位を記録した。
11月8日、アルバムリリース。同時にリード楽曲「HOWLING」のミュージック・ビデオも解禁。
2025年3月7日、ピアノバージョンを加えたリカットシングル「IS THIS LOVE」を配信リリース。同時にミュージック・ビデオも解禁。4月11日には「IN THE RAIN」もリリースされた。

### アルバムの形態
大きく5つの形態でリリースされ、フォトブックやポストカード、コミックブックやステッカーなどが同梱されたXG Ver.、CD、ロゴステッカー、歌詞カード、フォトカードで構成されたRegular Ver.、メンバーそれぞれ7人分のソロカットがジャケットに写し出されたSolo Ver.、数量限定のVinyl Ver.、ファンクラブ会員限定のALPHAZ Ver.が存在する。
ワールドツアーではアメリカの会場限定でフォトブック付きの限定Vinyl Ver.とカラーレコード仕様のSolo Ver.が販売された。

## チャート成績

### 週間チャート
| 国             | チャート (2024)                        | 最高位 |
| -------------- | -------------------------------------- | ------ |
| 日本           | 合算アルバム (オリコン)                | 3      |
| 日本           | ホットアルバム (Billboard Japan)       | 3      |
| 大韓民国       | アルバムチャート (サークル)            | 15     |
| アメリカ合衆国 | Billboard 200                          | 175    |
| アメリカ合衆国 | インディペンデントアルバム (Billboard) | 25     |
| アメリカ合衆国 | ヒートシーカーズアルバム（Billboard）  | 1      |

### 月間チャート
| 国       | チャート (2024)         | 最高位 |
| -------- | ----------------------- | ------ |
| 日本     | 月間アルバム (オリコン) | 8      |
| 大韓民国 | 月間アルバム (サークル) | 42     |

### 年間チャート
| 国   | チャート (2024)                  | 最高位 |
| ---- | -------------------------------- | ------ |
| 日本 | アルバム (オリコン)              | 66     |
| 日本 | ホットアルバム (Billboard Japan) | 69     |

- リリース当日のオリコンデイリーチャートでは1位を記録[32]。
- ビルボードではBillboard 200に自身初のチャートイン。ヒートシーカーズ・アルバムチャートでは1位を獲得[33]。日本人ガールズグループのBillboard 200へのチャートインはBABYMETALの『METAL GALAXY』以来約5年ぶりである[34]。
- 一週間の初動アルバム販売量はHANTEOでは5万302枚、Billboard Japanとオリコンでは各6万枚、サークルチャートでは約1万枚を記録し、累計で約17万枚を記録した[35]。

## タイアップ
- IN THE RAIN - マクドナルド・#リアタイマクパ（2025年）[注 2]
- IS THIS LOVE - 資生堂・アネッサ（2025年）[19]

## 発売日一覧
| 地域           | 発売日         | タイトル              | 規格               | 備考                                       |
| -------------- | -------------- | --------------------- | ------------------ | ------------------------------------------ |
| 全世界         | 2024年7月26日  | SOMETHING AIN’T RIGHT | 配信               | 先行配信リリース                           |
| 全世界         | 2024年9月20日  | WOKE UP REMIXX        | 配信               | 先行配信リリース                           |
| 全世界         | 2024年10月11日 | IYKYK                 | 配信               | 先行配信リリース                           |
| 全世界         | 2024年11月8日  | AWE                   | 配信、CD、レコード |                                            |
| アメリカ合衆国 | 2024年12月6日  | AWE                   | 配信、CD、レコード | 本来は同日発売であったが印刷遅延により延期 |
| 全世界         | 2025年3月7日   | IS THIS LOVE          | 配信               | リカットシングル                           |
| 全世界         | 2025年4月11日  | IN THE RAIN           | 配信               | リカットシングル                           |